# Harold Kroto
Harold Walter Kroto, nacido como Harold Walter Krotoschiner (Wisbech, Inglaterra, 7 de octubre de 1939 - Lewes, Inglaterra, 30 de abril de 2016), fue un químico y profesor universitario británico galardonado con el Premio Nobel de Química de 1996.

## Biografía
Nació en una familia de inmigrantes judíos polacos y alemanes que huyeron de la Alemania nazi en la década de 1930. Después de estudiar primaria en la ciudad de Bolton, estudió física, química y matemáticas en la Universidad de Sheffield, donde se graduó en 1961 y se doctoró en química en 1964.
Después realizó estudios postdoctorales en Canadá y en los Laboratorios Bell de Nueva Jersey, desde 1967 es profesor de química en la Universidad de Sussex. En 1990 fue nombrado miembro de la Royal Society de Londres y en 1996 fue nombrado sir por la reina Isabel II del Reino Unido.
Aunque fue criado como judío, ha afirmado que la religión nunca tuvo ningún sentido para él, siendo además un distinguido partidario de la Asociación Humanista Británica.

## Investigaciones científicas
Interesado tanto en la química orgánica como en la inorgánica, desarrolló en el Laboratorio de Química de la Universidad de Sussex investigaciones sobre una nueva forma alotrópica del carbono, una molécula compuesta por 60 átomos de carbono con una estructura idéntica a la de un balón de fútbol tradicional y que descubrió de forma serendípica en colaboración con los científicos estadounidenses Richard Smalley (físico) y Robert Curl (químico) en 1985. Estas moléculas de fórmula C60 fueron nombradas a propuesta de Kroto con el nombre de backminsterfullerene (acortado fullerene) (fulereno en español) en honor del arquitecto Richard Backminster Fuller. Estas estructuras, compuestas por 60 átomos de carbono, se consideran uno de los primeros nanomateriales, antecedentes de los nanotubos de carbono y el grafeno.
En 1996 fue galardonado, junto a Curl y Smalley, con el Premio Nobel de Química «por el descubrimiento de los fulerenos».
En 2004 le fue entregada la Medalla Copley por la Royal Society.

## Vida personal

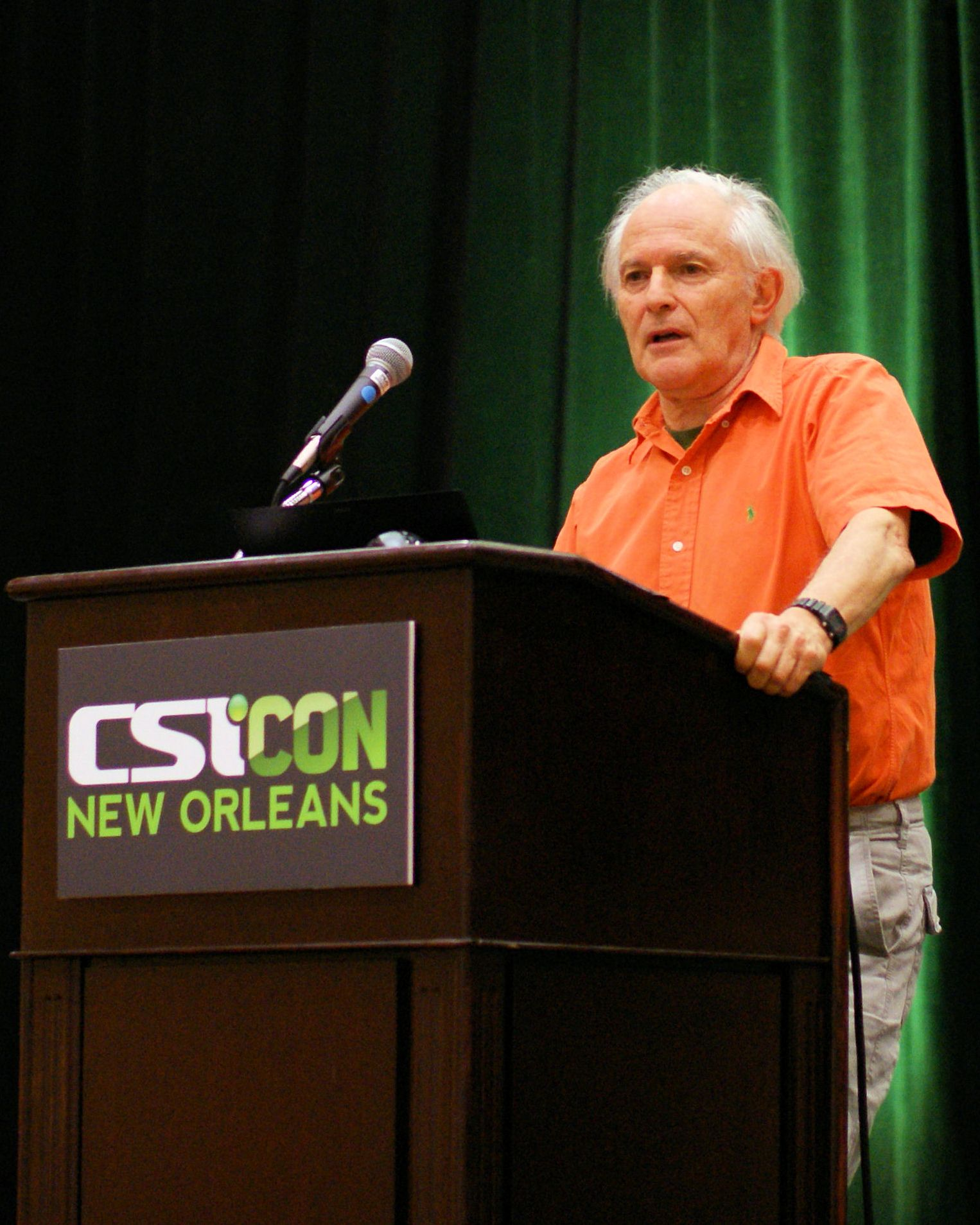
Sir Harold Kroto habla en CSICON 2011 en Nueva Orleans, LA.

Kroto se denomina a sí mismo como un devoto ateo.
En 1963 se casó con Margaret Henrietta Hunter.
El 15 de septiembre de 2010, Kroto, junto con otras 54 figuras públicas, firmó una carta abierta publicada en The Guardian, para manifestar su oposición a la visita de Benedicto XVI a Inglaterra.